# Aristolochia pontica
Aristolochia pontica là một loài thực vật có hoa trong họ Aristolochiaceae. Loài này được Lam. mô tả khoa học đầu tiên năm 1783.